# Blue Bell (Pennsylvanie)
Pour les articles homonymes, voir Blue Bell.
Blue Bell est un endroit désigné du recensement (en anglais, census-designated place ou CDP) dans le comté de Montgomery en Pennsylvanie aux États-Unis. Lors du recensement de 2010, sa population était de 6 067 personnes.
Blue Bell s'appelait originellement Pigeontown (ville du pigeon), à cause des grandes volées de pigeons voyageurs (une espèce d'oiseaux aujourd'hui disparue) qui s'y rassemblaient. La ville a été renommée en 1840 d'après le célèbre hôtel de la ville, le Blue Bell Inn.
Blue Bell est connu pour ses grandes maisons de style exécutif et ses importants parcs d'affaires. C'est l'un des quartiers les plus riches de l'État à l'extérieur du secteur Main Line de Philadelphie. Elle abrite, entre autres, le siège social d'Unisys.

## Référence
1. ↑  (en) « U.S. Census Bureau QuickFacts: Blue Bell CDP, Pennsylvania », sur www.census.gov (consulté le 24 octobre 2020)

## Source de la traduction
- (en) Cet article est partiellement ou en totalité issu de l’article de Wikipédia en anglais intitulé « Blue Bell, Pennsylvania » (voir la liste des auteurs).